# Асаново (Уфимський район)
Аса́ново (рос. Асаново, башк. Әсән) — село у складі Уфимського району Башкортостану, Росія. Входить до складу Кармасанської сільської ради.
Населення — 427 осіб (2010; 345 у 2002).
Національний склад:
- башкири — 85 %